# Scirpophaga imparellus
Scirpophaga imparellus là một loài bướm đêm trong họ Crambidae.